# 悪性線維性組織球腫
悪性線維性組織球腫（あくせいせんいせいそしききゅうしゅ、英語: Malignant fibrous histiocytoma：MFH）または未分化多形肉腫（みぶんかたけいにくしゅ、英語: Undifferentiated pleomorphic sarcoma：UPS）は、軟部組織腫瘍の一種である。

## 概念
MFHの発生源や組織型については議論が多いが、組織球や未分化間葉系細胞が起源であると仮説がたてられている。 一般的には腫瘍は線維芽細胞系と組織球系との変化に富んだ細胞が花むしろ状に並ぶ。5つの組織型が知られている。MFHは軟部腫瘍の約20－24％を占め、成人の軟部組織腫瘍ではもっとも頻度が多い。

## 死亡率と有病率
腫瘍のStage分類は腫瘍の悪性度、径、遠隔転移の有無によって決定され、最も重要な予後因子となる。腫瘍の組織型と外科切除の際の術式も予後因子となる。原発巣の位置や深達度も予後にかかわる重要な因子であるが、未だに議論は多い。 
- 腫瘍の悪性度が軽度、中等度、重度の患者では、10年生存率はそれぞれ90％、60％、20％程度である。大きさについては、腫瘍径が5cm以下であれば79－82％、5－10cmで62－68％、＞10cmでは41－51％である。
- 遠隔転移は肺（90％）、骨（8％）、肝（1％）で多くみられる。遠隔転移の頻度は組織型によって変わる。
- 患者の全5年生存率は36-58% であるが、遠隔転移を伴う場合は全5年生存率は15－20％である。

## 疫学
50歳から60歳に最も多いが10歳から90歳まで幅広い年代で発症の報告がある。小児ではまれであるが、angiomatoid 型は20代以下に比較的多くみられる。
男女比はおおよそ2：1である。
人種差
MFHはアフリカ人やアジア人に比べ白人に多い。